# فاسيلي يجوروف
فاسيلي يجوروف (بالروسية: Егоров, Василий Михайлович)‏ (مواليد 16 سبتمبر 1993) هو ملاكم روسي، مثّل بلاده في الألعاب الأولمبية الصيفية 2016.

## روابط خارجية
فاسيلي يجوروف على موقع اللجنة الأولمبية الدولية (الإنجليزية)
- فاسيلي يجوروف على موقع أوليمبيديا (الإنجليزية)